# JS Baco
JS Baco là một câu lạc bộ bóng đá Nouvelle-Calédonie đang thi đấu ở cấp độ cao nhất. Đội bóng đến từ Koné và có sân nhà là Stade Yoshida.

## Thành tích
- Giải bóng đá hạng nhất quốc gia Nouvelle-Calédonie: 6

1994, 1995, 1997, 2000, 2001, 2007
- Cúp bóng đá Nouvelle-Calédonie: 5

1980, 1984, 1987, 1991, 1995

## Câu lạc bộ ở bóng đá Pháp
- Cúp bóng đá Pháp: 1 lần tham gia

2006–07

## Thành tích ở các giải đấu OFC
- Giải bóng đá vô địch các câu lạc bộ châu Đại Dương: 1 lần tham gia

Thành tích tốt nhất: thứ 2 ở Vòng sợ loại năm 2008
2008: 2° in Preliminary Round

## Đội hình hiện tại– 2007
Ghi chú: Quốc kỳ chỉ đội tuyển quốc gia được xác định rõ trong điều lệ tư cách FIFA. Các cầu thủ có thể giữ hơn một quốc tịch ngoài FIFA.
| Số | VT | Quốc gia           | Cầu thủ              |
| -- | -- | ------------------ | -------------------- |
| —  | TM | Việt Nam           | Đặng Văn Lâm         |
| —  | TM | Nouvelle-Calédonie | Nicolas Ouka         |
| —  | TM | Nouvelle-Calédonie | M Wayaridri          |
| —  | HV | Nouvelle-Calédonie | Daniel Niandou       |
| —  | HV | Nouvelle-Calédonie | Pourouda             |
| —  | HV | Nouvelle-Calédonie | Tarawie              |
| —  | HV | Nouvelle-Calédonie | Frantzy Tiaouniane   |
| —  | HV | Nouvelle-Calédonie | Christian Villepreux |
| —  | HV | Nouvelle-Calédonie | D Wayaridri          |
| —  | HV | Nouvelle-Calédonie | Stéphane Upa         |
| —  | TV | Nouvelle-Calédonie | Maurice Cawa         |
| —  | TV | Nouvelle-Calédonie | Drawilo              |
| —  | TV | Nouvelle-Calédonie | Stan Guathoti        |

| Số | VT | Quốc gia           | Cầu thủ                |
| -- | -- | ------------------ | ---------------------- |
| —  | TV | Nouvelle-Calédonie | Patrick Moagou         |
| —  | TV | Nouvelle-Calédonie | Pawawi                 |
| —  | TV | Nouvelle-Calédonie | Enrick Poadjaré        |
| —  | TV | Nouvelle-Calédonie | Julien Poadjaré        |
| —  | TV | Nouvelle-Calédonie | Fabien Saridjan        |
| —  | TV | Nouvelle-Calédonie | Tagawa                 |
| —  | TV | Nouvelle-Calédonie | Wabéalo                |
| —  | TV | Nouvelle-Calédonie | Raymond Wayaridri      |
| —  | TV | Nouvelle-Calédonie | Robert Wayaridri       |
| —  | TĐ | Nouvelle-Calédonie | Hervé Gowecce          |
| —  | TĐ | Nouvelle-Calédonie | Stéphane My            |
| —  | TĐ | Nouvelle-Calédonie | Jean Pierre Tiaouniane |

## Thành tích
- Giải bóng đá hạng nhất quốc gia Nouvelle-Calédonie: 6

1994, 1995, 1997, 2000, 2001, 2007
- Cúp bóng đá Nouvelle-Calédonie: 5

1980, 1984, 1987, 1991, 1995

## Câu lạc bộ ở bóng đá Pháp
- Cúp bóng đá Pháp: 1 lần tham gia

2006–07

## Thành tích ở các giải đấu OFC
- Giải bóng đá vô địch các câu lạc bộ châu Đại Dương: 1 lần tham gia

Thành tích tốt nhất: thứ 2 ở Vòng sợ loại năm 2008
2008: 2° in Preliminary Round

## Đội hình hiện tại– 2007
Ghi chú: Quốc kỳ chỉ đội tuyển quốc gia được xác định rõ trong điều lệ tư cách FIFA. Các cầu thủ có thể giữ hơn một quốc tịch ngoài FIFA.
| Số | VT | Quốc gia           | Cầu thủ              |
| -- | -- | ------------------ | -------------------- |
| —  | TM | Nouvelle-Calédonie | Nicolas Ouka         |
| —  | TM | Nouvelle-Calédonie | M Wayaridri          |
| —  | HV | Nouvelle-Calédonie | Daniel Niandou       |
| —  | HV | Nouvelle-Calédonie | Pourouda             |
| —  | HV | Nouvelle-Calédonie | Tarawie              |
| —  | HV | Nouvelle-Calédonie | Frantzy Tiaouniane   |
| —  | HV | Nouvelle-Calédonie | Christian Villepreux |
| —  | HV | Nouvelle-Calédonie | D Wayaridri          |
| —  | HV | Nouvelle-Calédonie | Stéphane Upa         |
| —  | TV | Nouvelle-Calédonie | Maurice Cawa         |
| —  | TV | Nouvelle-Calédonie | Drawilo              |
| —  | TV | Nouvelle-Calédonie | Stan Guathoti        |

| Số | VT | Quốc gia           | Cầu thủ                |
| -- | -- | ------------------ | ---------------------- |
| —  | TV | Nouvelle-Calédonie | Patrick Moagou         |
| —  | TV | Nouvelle-Calédonie | Pawawi                 |
| —  | TV | Nouvelle-Calédonie | Enrick Poadjaré        |
| —  | TV | Nouvelle-Calédonie | Julien Poadjaré        |
| —  | TV | Nouvelle-Calédonie | Fabien Saridjan        |
| —  | TV | Nouvelle-Calédonie | Tagawa                 |
| —  | TV | Nouvelle-Calédonie | Wabéalo                |
| —  | TV | Nouvelle-Calédonie | Raymond Wayaridri      |
| —  | TV | Nouvelle-Calédonie | Robert Wayaridri       |
| —  | TĐ | Nouvelle-Calédonie | Hervé Gowecce          |
| —  | TĐ | Nouvelle-Calédonie | Stéphane My            |
| —  | TĐ | Nouvelle-Calédonie | Jean Pierre Tiaouniane |